# 저주받은 군인들
저주받은 군인들 또는 운이 다한 군인들(폴란드어: żołnierze wyklęci)은 폴란드 지하국가의 일원이 제2차 세계 대전 말기와 그 여파로 형성된 다양한 반소비에트 및 반공산주의 폴란드 저항 운동에 적용되는 용어이다. 광범위하게 이질적인 운동에 대한 이 포괄적인 용어는 1990년대 초에부터 쓰이게되었다.
이 비밀 조직들은 1950년대까지 폴란드의 공산주의 정권에 대항하여 무장 투쟁을 계속했었다. 게릴라전에는 정권의 교도소와 국가 보안 사무소, 정치범 수용소, 전국에 설치된 강제 수용소에 대한 일련의 군사 공격이 포함되었다. 대부분의 폴란드 반공 그룹은 공안부와 소련 NKVD의 요원에 의해 쫓겨난 1950년대 후반에 존재하지 않게 되었었다. 마지막으로 알려진 "저주받은 군인"인 유제프 프란차크은 1963년 매복 공격으로 사망했다.
스탈린주의 폴란드에서 활동하는 가장 잘 알려진 폴란드 반공산주의 저항 조직에는 자유와 독립(WIN), 국군(NSZ), 국가 군사 연합(NZW), 국내군 저항군 (ROAK), 시민의 고향군 (AKO), NIE, 폴란드 군대 대표단(Delegatura Sił Zbrojnych na Kraj) 및 자유와 정의 (WiS)가 포함되어있었다.
비슷한 동유럽의 반공산주의 반란이 주변 국가들에서도 계속되었다.
"저주받은 병사들"의 작전과 역사는 논란의 여지가 있다.
1. ↑  Kostov, Chris (2015년 5월 14일). 《The Communist Century: From Revolution To Decay: 1917 to 2000》 (영어). Andrews UK Limited. ISBN 978-1-78538-217-8.
2. ↑  “Polish group sues Argentine paper under new Holocaust law”. 《Reuters》 (영어). 2018년 3월 3일. 2022년 5월 11일에 확인함.
3. ↑  “Od wyklętych do Smoleńska: jak - i po co - PiS przepisuje najnowszą historię Polski?” (폴란드어). 2022년 5월 11일에 확인함.
4. ↑  T. H. Bagley (2007). 《Spy wars》. Yale University Press. ISBN 978-0-300-12198-8.
5. ↑  “Żołnierze wyklęci”. 2007년 5월 3일. 2007년 5월 3일에 원본 문서에서 보존된 문서. 2022년 5월 11일에 확인함.
6. 1 2  Narodowej, Instytut Pamięci. “Instytut Pamięci Narodowej” (폴란드어). 2022년 5월 11일에 확인함.
7. ↑  Barbara Engelking-Boni. Zagłada żydów:pamięć narodowa a pisanie historii w Polsce i we Francji. p. 195.